# Imprimerie Georges Lang
Pour les articles homonymes, voir Lang.
Ne doit pas être confondu avec Georges Lang.
L’imprimerie Georges Lang est une entreprise française spécialisée dans les travaux d'impression. Créée au début des années 1920 à Paris, elle devient progressivement un acteur prépondérant de la chaîne graphique puis disparaît dans les années 1980.  

## Histoire
Georges Emmanuel Élie Lang, originaire de Metz, fils d'Arthur et Louise née Mayer, est né à Calais le 27 décembre 1887.

Il ouvre en 1919 une imprimerie au 11 bis rue Curial à Paris. Ses premiers clients important sont La Revue du Touring-club de France. L’imprimerie Georges Lang va au fil des décennies s'agrandir et s'étendre jusqu'à la rue Archereau. Sa taille et ses capacités la rendent aussi performante que ses concurrentes de la région parisienne, à savoir Chaix et Crété. Elle se spécialise dans l'impression des périodiques, de catalogues et de fascicules, mais aussi de livres à gros tirages avec pour client Larousse et Hachette. Elle dispose d'un atelier de typographie, d'héliogravure, d'offset et un département brochure. L'équipement en rotatives Marinoni est l'un des plus performants, et le restera jusque dans les années 1960.
En 1936, un grave conflit dégénère entre les ouvriers du livre, la CGT et la direction, immobilisant l'imprimerie pendant plusieurs semaines.
En 1940, Georges Lang, est contraint, en tant que juif et au nom de l'aryanisation, transférer ses biens à quelques amis avant de se réfugier à Lausanne. À partir d'avril 1941, certaines éditions francophones du magazine de propagande nazie Signal, tiré jusqu'à 800 000 exemplaires, sont imprimées par « Curial-Archereau », en réalité sur les machines de l'imprimerie Lang. Georges Lang, domicilié à Lausanne est mort à Genève le 22 avril 1947.
La même année, son fils Jacques Georges Lang (1917-2005), reprend la direction de l'entreprise qui connaît une croissance importante, employant avant 1968 quelque 2 700 salariés. Ses clients sont La Redoute ou 3 Suisses (pour leurs catalogues de VPC), des magazines comme Miroir Sprint, Radio-Cinéma L'Express, Le Nouvel Observateur, La Vie du rail, etc. En 1959, le capital annoncé est de 2 milliards de francs.
En 1969, après avoir connu un gros conflit durant les événements de mai 1968, l'entreprise cherche à délocaliser dans l'Oise, à Noyon, son département héliogravure. Par la suite, Lang peine à se moderniser et à résister à la concurrence étrangère, le nombre des salariés est divisé par deux. En 1976, les locaux historiques parisiens sont revendus à la mairie de Paris pour un projet HLM. L'offset est transféré sur un site à Argenteuil et l'impression des brochures à Aulnay-sous-Bois. En mai 1977, l'entreprise est placée sous administration provisoire.
En mars 1981, il ne reste plus que 640 salariés. L'année suivante, Lang est sous perfusion, et le rachat par l'allemand Bertelsmann est envisagé. La société est ensuite en partie reprise par le groupe Moore Paragon sous le nom de Georges Lang Continu (GLC).

## Braquage
Le 21 juin 1973, Jacques Mesrine et son complice Michel Ardouin réussissent à voler la paye en liquide des ouvriers de l'usine de la rue Curial.